# Шармон-су-Барбюиз
Шармо́н-су-Барбюи́з (фр. Charmont-sous-Barbuise) — коммуна во Франции, находится в регионе Шампань — Арденны. Департамент — Об. Входит в состав кантона Арси-сюр-Об. Округ коммуны — Труа.
Код INSEE коммуны — 10084.
Коммуна расположена приблизительно в 145 км к востоку от Парижа, в 65 км южнее Шалон-ан-Шампани, в 15 км к северу от Труа.

## Население
Население коммуны на 2008 год составляло 983 человека.
| 1962 | 1968 | 1975 | 1982 | 1990 | 1999 | 2008 |
| ---- | ---- | ---- | ---- | ---- | ---- | ---- |
| 519  | 574  | 525  | 608  | 648  | 676  | 983  |

## Экономика
В 2007 году среди 568 человек в трудоспособном возрасте (15—64 лет) 451 были экономически активными, 117 — неактивными (показатель активности — 79,4 %, в 1999 году было 75,2 %). Из 451 активных работали 423 человека (227 мужчин и 196 женщин), безработных было 28 (11 мужчин и 17 женщин). Среди 117 неактивных 45 человек были учениками или студентами, 35 — пенсионерами, 37 были неактивными по другим причинам.

## Достопримечательности
- Церковь в деревне Фонтен-Люйер (XII век). Памятник истории с 1972 года[3]
- Церковь XVI века. Памятник истории с 1928 года[4]
- Замок XVIII века. Памятник истории с 1988 года[5]